# Pauwie
Pauwie is een eiland in de Tapanahonyrivier in het district Sipaliwini in Suriname. Het ligt stroomopwaarts ten opzichte van het eiland met de dorpen Agaigoni, Sajé en Tjon Tjon. De dorpen liggen op 20 kilometer afstand van de grens met Frans-Guyana en op 190 kilometer van Paramaribo.